# George Eric Kwabla Doe
George Eric Kwabla Doe (* 1927) ist ein ehemaliger ghanaischer Diplomat. Zwischen dem 1. April 1963 und 1969 war Doe als Botschafter der Republik Ghana in der Bundesrepublik Deutschland akkreditiert. Zuvor war er zwischen 1962 und 1963 als Hochkommissar im nigerianischen Lagos bestellt.